# Excalibur (album)
Excalibur je osmi studijski album njemačkog heavy metal-sastava Grave Digger. Diskografska kuća GUN Records objavila ga je 6. rujna 1999. Posljednji je album u trilogiji sastava Middle Ages Trilogy. Tekstovi pjesmama govore o kralju Arthuru i Vitezovima Okruglog stola.
Posljednji je album na kojem je svirao Uwe Lulis.

## Popis pjesama
Tekstovi: Chris Boltendahl i Yvonne Thorhauer, glazba: Boltendahl i Uwe Lulis, osim gdje je navedeno drugačije.
| 1.    | »The Secrets of Merlin«     |                                | 2:38 |
| 2.    | »Pendragon«                 |                                | 4:20 |
| 3.    | »Excalibur«                 |                                | 4:45 |
| 4.    | »The Round Table (Forever)« |                                | 5:10 |
| 5.    | »Morgane le Fay«            |                                | 5:16 |
| 6.    | »The Spell«                 |                                | 4:38 |
| 7.    | »Tristan's Fate«            | Boltendahl, Lulis, Jens Becker | 3:38 |
| 8.    | »Lancelot«                  |                                | 4:45 |
| 9.    | »Mordred's Song«            | Boltendahl, Lulis, Becker      | 4:00 |
| 10.   | »The Final War«             |                                | 4:02 |
| 11.   | »Emerald Eyes«              | Boltendahl, Katzenburg         | 4:04 |
| 12.   | »Avalon«                    |                                | 5:50 |
| 53:06 |                             |                                |      |

| Dodatna pjesma na digipak-izdanju | Dodatna pjesma na digipak-izdanju | Dodatna pjesma na digipak-izdanju | Dodatna pjesma na digipak-izdanju | Dodatna pjesma na digipak-izdanju | Dodatna pjesma na digipak-izdanju | Dodatna pjesma na digipak-izdanju | Dodatna pjesma na digipak-izdanju | Dodatna pjesma na digipak-izdanju | Dodatna pjesma na digipak-izdanju |
| Br.                               | Skladba                           | Trajanje                          |                                   |                                   |                                   |                                   |                                   |                                   |                                   |
| --------------------------------- | --------------------------------- | --------------------------------- | --------------------------------- | --------------------------------- | --------------------------------- | --------------------------------- | --------------------------------- | --------------------------------- | --------------------------------- |
| 13.                               | »Parcival«                        | 4:59                              |                                   |                                   |                                   |                                   |                                   |                                   |                                   |
| 58:05                             |                                   |                                   |                                   |                                   |                                   |                                   |                                   |                                   |                                   |

## Tekstovi
- Album govori o legendi o kralju Arthuru.
- Pjesma "Pendragon" govori o Utheru Pendragonu, ocu kralja Arthura.
- Pjesma "Excalibur" govori o Arthurovu maču.
- Pjesma "The Round Table (Forever)" govori o Vitezovima Okruglog stola.
- Pjesma "Morgane Le Fay" govori o vještici Morgane.
- Pjesma "The Spell" govori o čaranju Merlina.
- Pjesma "Tristan's Fate" govori o povijesti Tristana i Izolde.
- Pjesma "Lancelot" govori o Lancelotovoj ljubavi prema Guinevere.
- Pjesma "Mordred's Song" govori o Mordredovoj izdaji.
- Pjesma "The Final War" govori o posljednjoj bitki Arthura i Mordreda.
- Pjesma "Emerald Eyes" govori o Arthurovim posljednjim riječima upućenim Guinevere.
- Pjesma "Avalon" govori o fantastičnom otoku na koji je Arthur otišao i na kojem je umro.
- Pjesma "Parcival" govori o vitezu Parcivalu i njegovoj potrazi za svetim gralom.

## Zasluge
| Grave Digger - Sir Chris "Parcival" Boltendahl – vokal, produkcija - Sir Uwe "Lancelot" Lulis – gitara, produkcija, snimanje, miks, inženjer zvuka - Sir Stefan "Gawain" Arnold – bubnjevi - Sir Jens "Tristan" Becker – bas-gitara - Sir Hans Peter "Irec" Katzenburg – klavijature Ostalo osoblje - Sir Markus "Evilhand" Mayer – naslovnica - Sir Jens Rosendahl – fotografije - Sir Suno "Modred" Fabtich – snimanje, miks, inženjer zvuka - Sir Roger Lian – mastering | Dodatni glazbenici - Sir Eric "Balan" Fish – gajde, oboa, puhačka glazbala - Sir Hans "Derfel" Kürsch – prateći vokali - Sir Hacky "Vortiger" Hackmann – prateći vokali - Sir Piet "Merlin" Sielck – prateći vokali - Sir "Balin" Bodenski – hurdy-gurdy |